# 僕が僕じゃないみたいだ
「僕が僕じゃないみたいだ」（ぼくがぼくじゃないみたいだ）は、SixTONESの楽曲。同グループの4枚目のシングルとして、Sony Music Labelsから2021年2月17日に発売された。

## リリース
表題曲「僕が僕じゃないみたいだ」は、メンバーの松村北斗が森七菜とダブル主演を務める2021年2月19日公開の映画『ライアー×ライアー』の主題歌であり、SixTONES初の映画主題歌となる。
通常盤には3rdシングル表題曲「NEW ERA」に和楽器の生演奏をミックスした"Japanized Rearrange"を収録。初回盤B同梱のDVDには、1stアルバム『1ST』制作の一部始終を追ったドキュメンタリーを収録している。

### プロモーション
「僕が僕じゃないみたいだ」のMVはCDデビュー1周年である1月22日に公開され、1月29日放送のテレビ朝日系列『ミュージックステーション』にてテレビ初披露した。その後、2月15日放送のTBS系列『CDTV ライブ!ライブ!』ではフルコーラス披露し、放送後にMVのアナザーバージョンを公開。同曲は初のダンスなし・スタンドマイク6本だけのパフォーマンスが基本となっているが、2月19日放送の『ミュージックステーション』ではスタンドマイクを用いず、ダンスを含んだ特別ver.で披露された。
5月11日には、結成6周年記念企画の一環でカップリング曲「Strawberry Breakfast」のMVを公開した。

### 特典
- 先着特典 - マスクケース（対象店舗別の全4種）[16]

## 収録内容

### CD

#### 初回盤A
1. 僕が僕じゃないみたいだ [4:09]
作詞・作曲：佐伯youthK、編曲：佐伯youthK / Naoki Itai / MEG
  - 松村北斗ダブル主演映画『ライアー×ライアー』主題歌
2. Strawberry Breakfast [4:37]
作詞：MiNE / Atsushi Shimada、作曲：Josef Melin / Jimmy Claeson、編曲：Josef Melin

#### 初回盤B
1. 僕が僕じゃないみたいだ
2. Bella [3:07]
作詞・作曲・編曲：TSUGUMI / TOMOKO IDA

#### 通常盤
1. 僕が僕じゃないみたいだ
2. Call me [4:26]
作詞：nana hatori、作曲：Christopher Golightly / Carlos K.、編曲：Carlos K.
3. NEW ERA (Japanized Rearrange) [4:00]
作詞：Page Grace / Dr.Loui / Naoki Itai、作曲・編曲：Naoki Itai / MEG
4. 僕が僕じゃないみたいだ -Instrumental- [4:07]

### DVD

#### 初回盤A
1. 僕が僕じゃないみたいだ -Music Video-
2. 僕が僕じゃないみたいだ -Music Video Making-
3. 僕が僕じゃないみたいだ -Music Video Solo Angle-

#### 初回盤B
1. Documentary of “1ST”

## チャート成績
初週43.1万枚を売り上げ、2021年3月1日付「オリコン週間シングルランキング」にて初登場1位を獲得した。